# Bolesław Sas Drohomirecki
Bolesław Sas Drohomirecki (ur. w 1839 roku – zm. w 1888) – oficer powstania styczniowego na Litwie
Później w Stanisławowie, był inżynierem w zarządzie dworca kolejowego.
Pochowany na Cmentarzu Sapieżyńskim w Stanisławowie.